# Tomopteris duccii
Tomopteris duccii är en ringmaskart som beskrevs av Karel Rosa 1908. Tomopteris duccii ingår i släktet Tomopteris och familjen Tomopteridae. Inga underarter finns listade i Catalogue of Life.